# Frățiorul
Frățiorul (în engleză The Kid Brother) este un film de comedie mut american din 1927, cu Harold Lloyd în rolul principal. A avut succes la momentul lansării și a devenit un film popular, iar astăzi este considerat de critici și fani drept unul dintre cele mai bune filme ale lui Lloyd, ca urmare a faptului că a integrat elemente de comedie, romantism și dramă și că a permis o dezvoltare mai amplă a personajului. Povestea sa este un omagiu adus filmului Tol'able David (1921), deși Frățiorul este în esență un remake al unui lungmetraj puțin cunoscut, The White Sheep (1924) al lui Hal Roach, cu Glenn Tryon⁠(d) în rol principal.

## Distribuție
- Harold Lloyd — Harold Hickory
- Jobyna Ralston⁠(d) — Mary Powers
- Walter James⁠(d) — Jim Hickory
- Leo Willis⁠(d) — Leo Hickory
- Olin Francis⁠(d) — Olin Hickory
- Constantin Romanoff — Sandoni
- Eddie Boland⁠(d) — „Flash” Farrell
- Frank Lanning⁠(d) — Sam Hooper
- Ralph Yearsley⁠(d) — Hank Hooper

## Producție

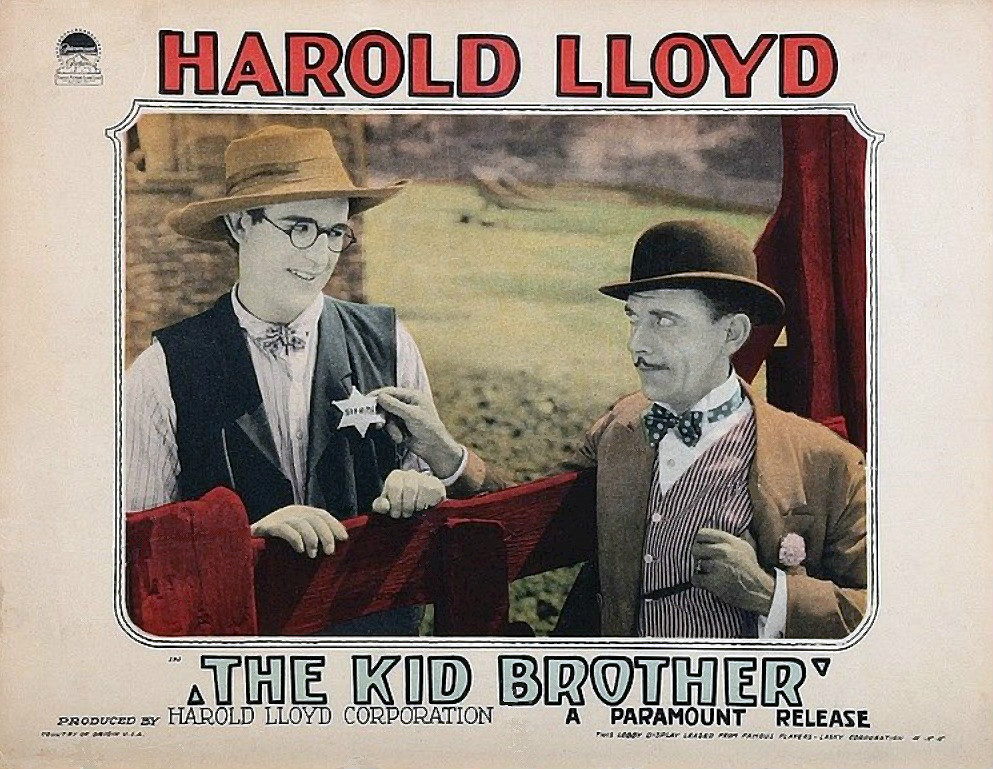
Card de lobby

Acesta a fost ultimul film al lui Lloyd cu Jobyna Ralston, care a jucat rolul feminin principal în cinci dintre filmele sale anterioare. Ea va interpreta un rol secundar în filmul Wings.
Lewis Milestone a regizat cea mai mare parte a filmului, cu toate că nu a fost menționat pe generic. El a abandonat producția filmului din cauza unor probleme de contract cu un alt studio.